# Bondaž
Bondaž (engl. Bondage), ponekad i u obliku bondaža, je izraz koji označava sklonost neke osobe za vezivanjem, odnosno ograničenjem vlastitog kretanja, a u svrhu vlastitog zadovoljstva. Bondaž u pravilu jeste, ali ne uvek, seksualnog sadržaja, te predstavlja deo BDSM životnog stila. Kao parafilija je poznat pod imenom vincilagnija.